# Delphische Hymnen

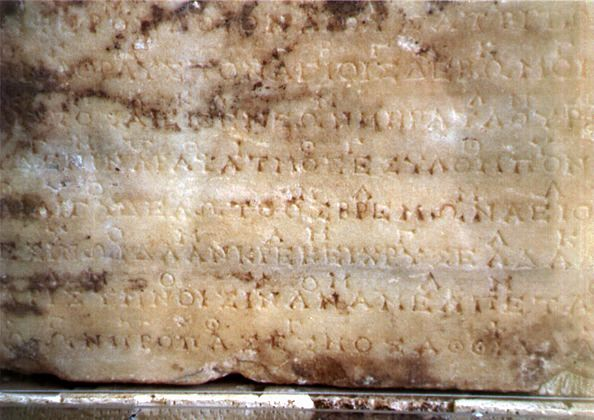
Der erste der beiden Hymnen an Apollo am Athenerschatzhaus in Delphi. Die Notenzeichen stehen über dem Text

Die Delphischen Hymnen sind die umfänglichsten der ganz wenigen erhaltenen Beispiele antiker griechischer Musik. Die beiden Hymnen an Apollo sind am Schatzhaus der Athener in Delphi in Stein gemeißelt. Sie stammen wahrscheinlich aus den Jahren 138 und 128 vor Christus und wurden 1893/94 veröffentlicht. 
Der Paian aus Delphi von 138 v. Chr. zeigt sehr schön die Verwendung des Tetrachords synemmenon bei dem Notenzeichen Λ in der letzten Zeile: Hier wird das vorher benutzte Tetrachord g' f' es' d' ersetzt durch die synemmenon-Wendung f' es' des' c'.

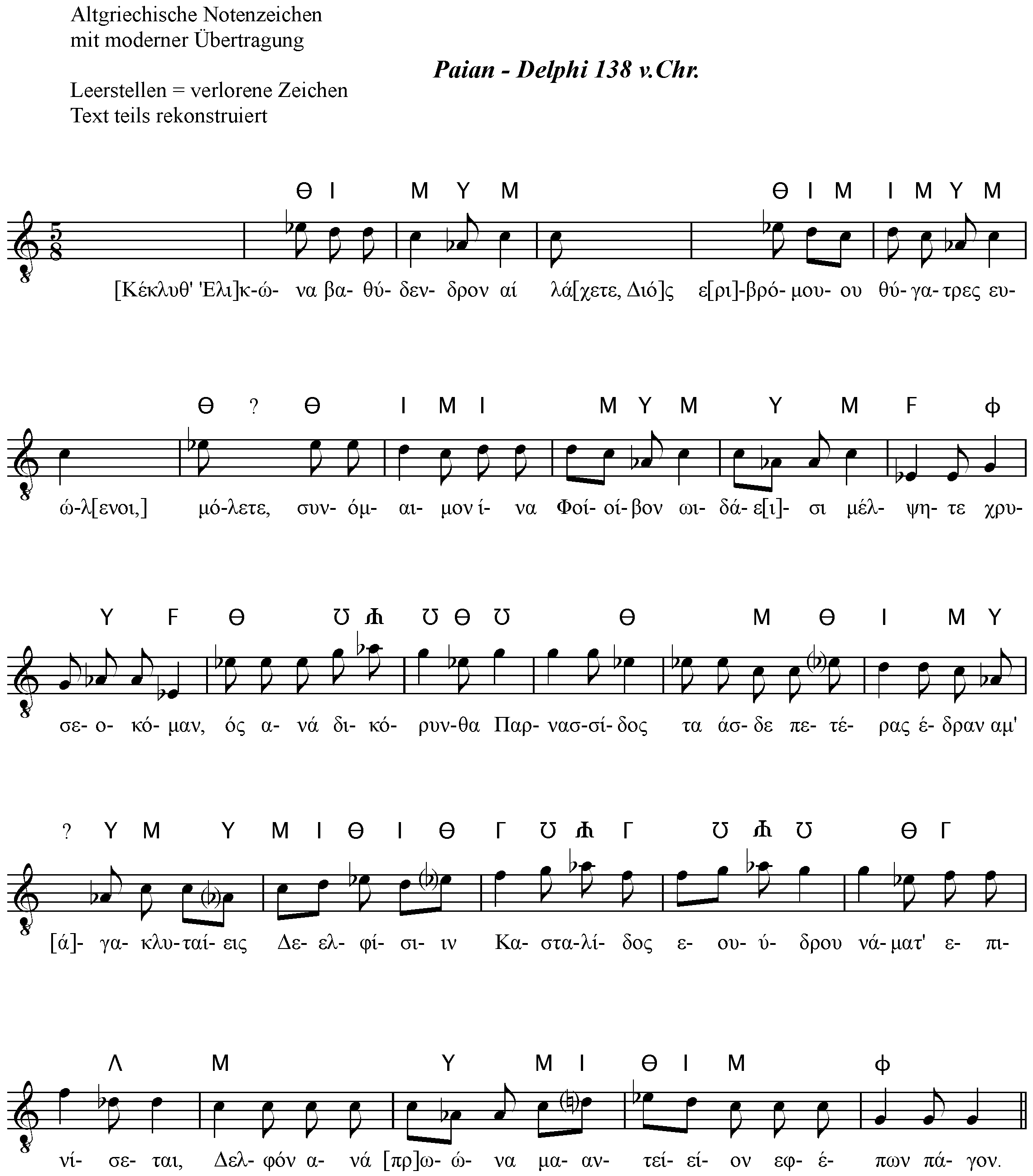
Paian Schatzhaus der Athener Delphi, 1. Teil

Der altgriechische Text lautet in etwa:
Hört mich, die ihr den tiefen Wald von Elikona besitzt, ihr wehrhaften Töchter des großen Zeus! Fliegt, um mit euren Worten zu täuschen euren Bruder Phoebus mit dem goldenen Haar, der von den Zwillingsgipfeln des Felsens Parnass, begleitet von den herrlichen Delphischen Jungfrauen, seine Reise beginnt zu den kristallenen Wassern von Castalia, querend das Kap von Delphi, den prophetischen Berg.